# هلوپین
هلوپین (به چکی: Hlupín) یک منطقهٔ مسکونی در جمهوری چک است که در ناحیه ستراکونیتسه واقع شده‌است. هلوپین ۴٫۷۴ کیلومتر مربع مساحت و ۱۰۰ نفر جمعیت دارد و ۴۵۸ متر بالاتر از سطح دریا واقع شده‌است.